# Поля смерти (фильм)
«Поля смерти» (англ. The Killing Fields) — драма режиссёра Ролана Жоффе, основанная на реальных событиях. В 1985 году фильм получил три премии «Оскар», 8 премий Британской киноакадемии и ряд других наград.

## Сюжет
События фильма начинаются в мае 1973 года в Пномпене, столице Камбоджи, в разгар гражданской войны между национальной армией Камбоджи и «красными кхмерами». В центре сюжета — международный корреспондент «New York Times» Сидней Шенберг и его камбоджийский помощник Дит Пран. После того, как становится очевидной победа «красных кхмеров», представители западного мира в спешке эвакуируются из страны, однако Шенберг решает остаться и продолжать освещать события в Камбодже.

## В ролях
- Сэм Уотерстон — Сидней Шенберг
- Хенг С. Нгор — Дит Пран
- Джон Малкович — фотограф Эл Рокофф
- Джулиан Сэндс — Джон Суэйн
- Крэйг Т. Нельсон — майор Ривз, военный атташе
- Сполдинг Грей — консул США
- Билл Патерсон — доктор Макинтайр
- Атол Фугард — доктор Сундесвал
- Грэм Кеннеди — Дугал
- Кэтрин Крапум Чей — жена Дита Прана
- Том Бёрд — американский военный советник
- Монирак Сисоват — Фат, лидер красных кхмеров в деревне
- Айра Уилер — посол Уэйд
- Джоанна Мерлин — сестра Сиднея Шенберга

## Награды и номинации
- 1985 — три премии «Оскар»: лучший актёр второго плана (Хенг С. Нгор), лучшая операторская работа (Крис Менгес), лучший монтаж (Джим Кларк); а также 4 номинации: лучший фильм (Дэвид Паттнэм), лучший режиссёр (Ролан Жоффе), лучший адаптированный сценарий (Брюс Робинсон), лучший актёр (Сэм Уотерстон).
- 1985 — 8 премий BAFTA: лучший фильм (Дэвид Паттнэм), лучший адаптированный сценарий (Брюс Робинсон), лучший актёр (Хенг С. Нгор), лучший новичок (Хенг С. Нгор), лучшая операторская работа (Крис Менгес), лучший монтаж (Джим Кларк), лучшая работа художников и декораторов (Рой Уокер), лучший звук (Иан Фуллер, Клайв Уинтер, Билл Роу). Фильм получил ещё 5 номинаций: лучший режиссёр (Ролан Жоффе), лучший актёр (Сэм Уотерстон), лучший саундтрек (Майк Олдфилд), лучший грим (Томми Мандерстон), лучший визуальные эффекты (Фред Крамер).
- 1985 — премия «Золотой глобус» за лучшую мужскую роль второго плана (Хенг С. Нгор), а также 5 номинаций: лучший фильм — драма, лучший режиссёр (Ролан Жоффе), лучший сценарий (Брюс Робинсон), лучший актёр — драма (Сэм Уотерстон), лучший оригинальный саундтрек (Майк Олдфилд).
- 1985 — премия «Давид ди Донателло» лучшему зарубежному продюсеру (Дэвид Паттнэм).
- 1985 — премия Гильдии сценаристов США за лучший адаптированный сценарий (Брюс Робинсон).
- 1985 — номинация на премию Гильдии режиссёров США за лучшую режиссуру — Художественный фильм (Ролан Жоффе).
- 1986 — номинация на премию «Сезар» за лучший зарубежный фильм (Ролан Жоффе).

## Факты
- Фильм был снят в Таиланде, Канаде (Торонто) и США (Нью-Йорк).
- Саундтрек к фильму написал Майк Олдфилд[1], кроме того звучат песни Джона Леннона («Imagine») и Пола Маккартни («Band On The Run»), а также ария «Nessun dorma» из оперы Джакомо Пуччини «Турандот» в исполнении Франко Корелли.
- Фильм входит в список 100 любимых фильмов режиссёра Акиры Куросавы.